# Antonio de la Torre Echeandía
Antonio de la Torre Echeandía (Sullana,  Piura, 24 de junio de 1959 - 2004) fue un periodista peruano.

## Biografía
Sus padres se trasladan a Lima cuando era niño por motivos de trabajo. De la Torre planeaba casarse en diciembre de 2004 con Dina Ramírez Ramírez con quien tuvo 4 hijos llamados Juan, José, Vanessa y Javier. Trabajó en Radio Orbita.
En febrero de 2004 le asesinan, asestándole 8 puñaladas por críticas al alcalde Amaro Léon León.